# Louis Fierens
Louis Fierens (* 14. Oktober 1875; † 1967) war ein belgischer Bogenschütze.
Fierens nahm an den Olympischen Spielen 1920 in Antwerpen teil und gewann mit der Mannschaft eine Silbermedaille im Wettbewerb Bewegliches Vogelziel, 28 Meter sowie zwei Goldmedaillen in den längeren Distanzen, 33 und 50 Meter.